# جيمس بي بلير
جيمس بي بلير (بالإنجليزية: James P. Blair)‏ هو مصور أمريكي، ولد في 14 أبريل 1931 في فيلادلفيا في الولايات المتحدة.